# LORAM
LORAM (ЛОРАМ) — американская корпорация, специализирующаяся на производстве путевых машин для строительства, текущего содержания и ремонта железнодорожных путей. Полное наименование — LORAM Maintenance of Way, Inc.
Основана в 1954 году. Штаб-квартира — в Миннеаполисе.

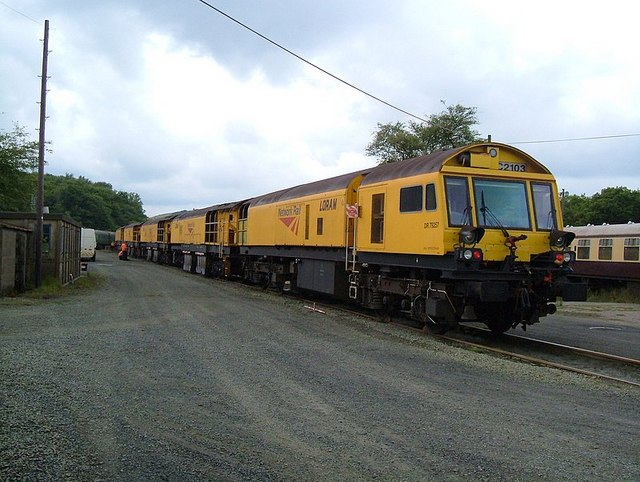
Рельсошлифовальный поезд LORAM C2103

Основным направлением деятельности является производство путевых машин различного назначения:
- кюветоочистительные (серия DC)
- рельсошлифовальные (серии С, L, RG и RGI)
- балластоочистительные (серия SBC)

Также корпорация оказывает услуги по обучению персонала и диагностике состояния железнодорожного полотна. Выполняет различные контракты на производство работ по текущему содержанию железнодорожной инфраструктуры.
Основная часть машин поставляется потребителям в Северной Америке (США, Канада, Мексика), также продукция поставляется крупным железнодорожным компаниям Австралии, Великобритании, Германии и Индии.